# دانکن (کارولینای جنوبی)
دانکن(به انگلیسی: Duncan) شهری در ایالت کارولینای جنوبی کشور ایالات متحده آمریکا است که جمعیت آن در سرشماری سال ۲۰۱۰ میلادی، ۳٬۱۸۱ نفر بوده‌است.